# Wauzeka (Wisconsin)
Wauzeka – miasto w Stanach Zjednoczonych, w stanie Wisconsin, w hrabstwie Crawford.